# Synallaxe des bambous
Clibanornis dendrocolaptoides
Genre
Espèce
Statut de conservation UICN

 NT  : Quasi menacé
Le Synallaxe des bambous (Clibanornis dendrocolaptoides) est une espèce de passereaux de la famille des Furnariidae. On la trouve en Argentine, au Brésil et au Paraguay. C'est la seule espèce du genre Clibanornis.

## Habitat
Son habitat naturel est les forêts humides tropicales ou subtropicales de plaine.
Il est de plus rare en raison de la perte de son habitat.